# Södra Afrika
| södra Afrika |
| --- |
| Södra Afrika omfattar enligt FN:s regiondefinition fem olika länder. - Betydelse – södra delen av Afrika - Omfattning – söder om Central- och Östafrika - Antal länder – 3–15 (ofta 5) länder samt (delar av) 3 territorier |

Med södra Afrika avses den södra delen av den afrikanska kontinenten. Begreppet ska inte blandas samman med Sydafrika som är en stat i regionen.
Södra Afrika omfattar ett antal olika länder, och beroende på definition kan allt från 3 till 15 länder inräknas. I FN:s regionklassning noteras dock 5 länder som delar av regionen.

## Omfattning

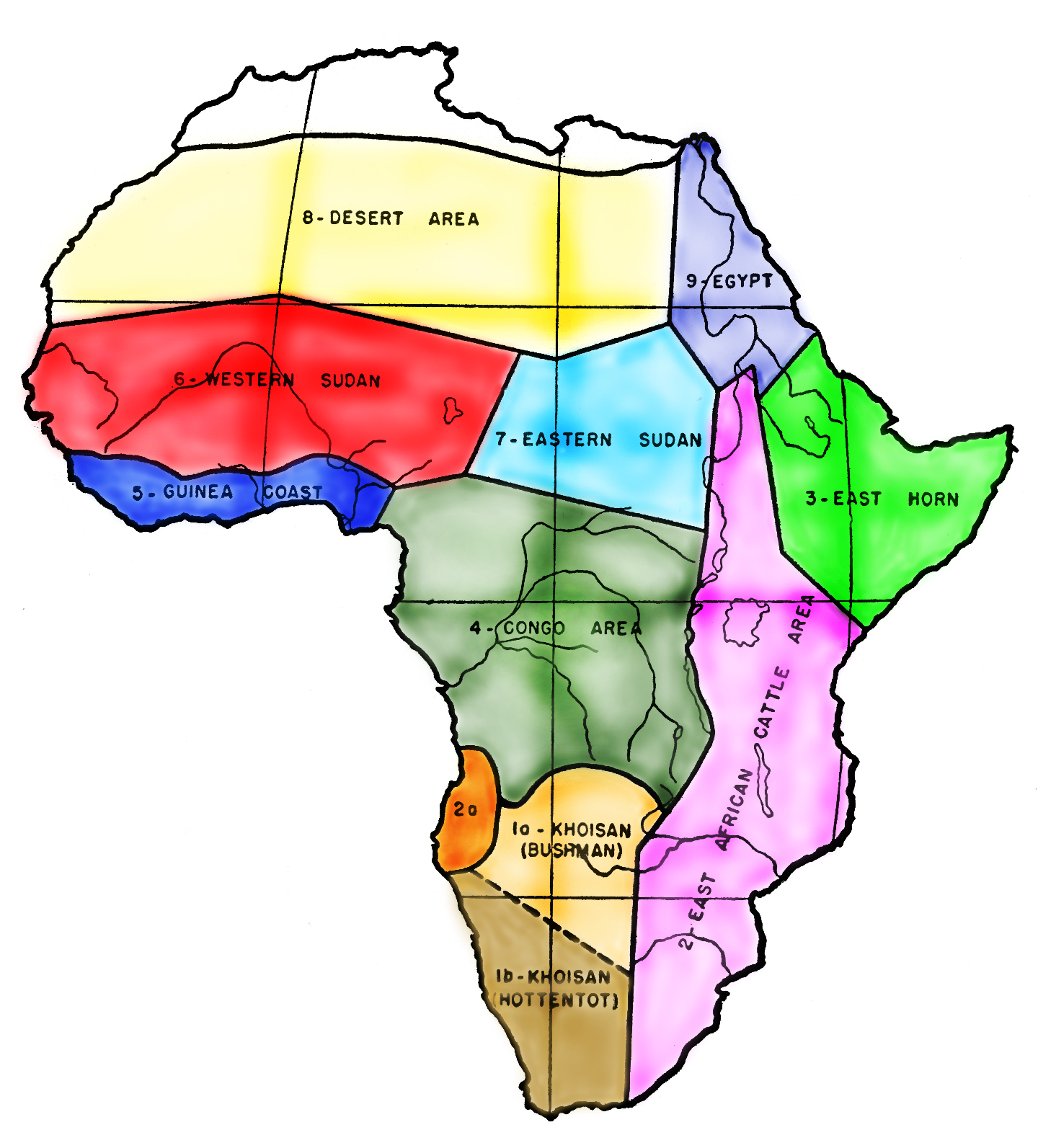
Södra Afrika har i kulturhistorisk mening bland annat koppling till khoisanfolkens huvudregioner (1a och 1b på kartan).

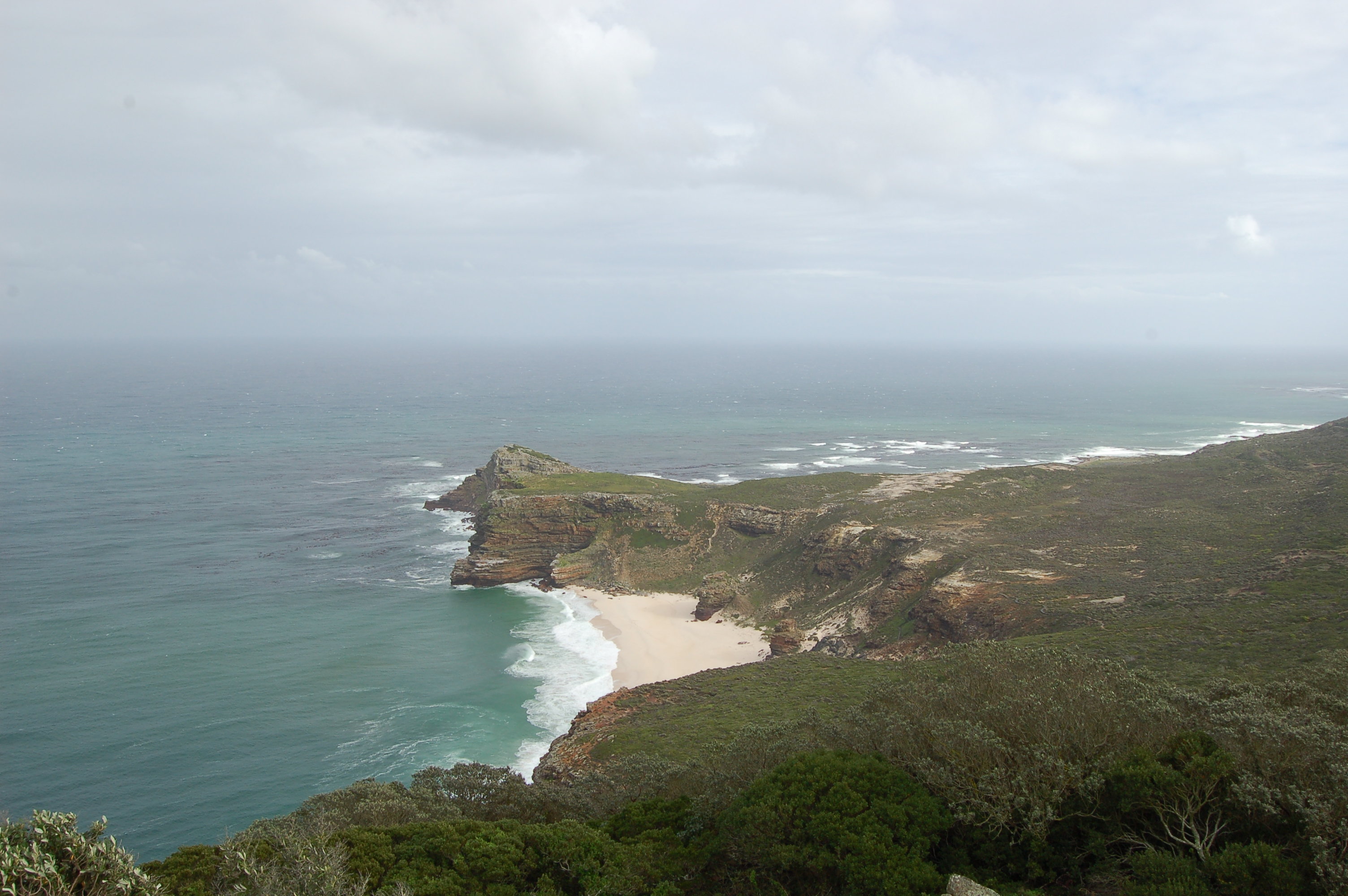
Södra Afrika sträcker sig från de sydligaste uddarna (bilden visar Godahoppsudden) till övergångszonerna i norr mot Central- och Östafrika.

Begreppet södra Afrika utgår i regel från staten Sydafrika och inkluderar därtill ett visst antal länder i närheten. De två angränsande småländerna Lesotho (enklav i Sydafrika) och Swaziland (omges till största delen av Sydafrika) ingår alltid i regionbenämningen, liksom de två grannländerna Botswana och Namibia.
Ett antal länder längre mot norr och nordöst räknas ibland som delar av södra Afrika. Detta inkluderar från väster Angola (oftast ansedd som del av Centralafrika, någon gång som del av Västafrika) och Zambia (oftast antingen betecknad som del av Öst- eller Centralafrika). Det nordliga grannlandet Zimbabwe har både historiska (bantuexpansion och brittiska kolonisering) och ekonomiska kopplingar till Sydafrika men anses av bland annat FN tillhöra regionen Östafrika. På samma sätt resonerar FN ifråga om Moçambique och Malawi, liksom för östaterna Komorerna, Madagaskar och Mauritius. Mycket sällan anses Kongo-Kinshasa och Tanzania (länder runt ekvatorn med ekonomiska relationer till länderna söderut) ingå i regionbegreppet.
Tre franska besittningar anses ibland helt eller delvis ingå i regionen. Dessa är Réunion, Mayotte och (delvis) Franska sydterritorierna. De två förstnämnda ligger väster respektive öster om Madagaskar, medan Franska sydterritorierna är belägna långt söderut i Indiska oceanen och på gränsen till Antarktis.

## Länder
Regionens omfattning definieras med allt från 3 till 15 ingående länder. FN:s statistikorgan Unstats indelning av Afrika i fem geografiska regioner är dock väl spridd, och enligt den ingår följande fem stater (med alternativ tillhörighet inom parentes):
- Botswana
- Lesotho
- Namibia
- Swaziland
- Sydafrika

### Gränsländer och territorier
Ytterligare ett antal länder och territorier i norr och nordöst ingår i vissa regionbeskrivningar över södra Afrika. Oftare placeras dock dessa i någon av de regioner som noteras inom parentes.
- Angola (oftare Centralafrika, sällan Västafrika)
- Komorerna (oftast Östafrika)
- Kongo-Kinshasa (nästan alltid Centralafrika)
- Madagaskar (oftare Östafrika)
- Malawi (oftast Östafrika)
- Mauritius (oftast Östafrika)
- Moçambique (oftare Östafrika)
- Tanzania (nästan alltid Östafrika)
- Zambia (oftare Östafrika, ibland Centralafrika)
- Zimbabwe (ofta Östafrika, någon gång Centralafrika)

- Réunion (tillhör Frankrike)
- Mayotte (tillhör Frankrike)
- Franska sydterritorierna (delar av området ingår i så fall; tillhör Frankrike)

Encyclopædia Britannica räknar in 10 länder i regionen. Detta inkluderar alla de ovannämnda utom Kongo-Kinshasa, Tanzania samt de två länderna och tre territorierna i Indiska oceanen; Madagaskar räknas bort på grund av sin annorlunda kulturella bakgrund.

## Bildgalleri
Nedan presenteras ett antal alternativa avgränsningar av södra Afrika:

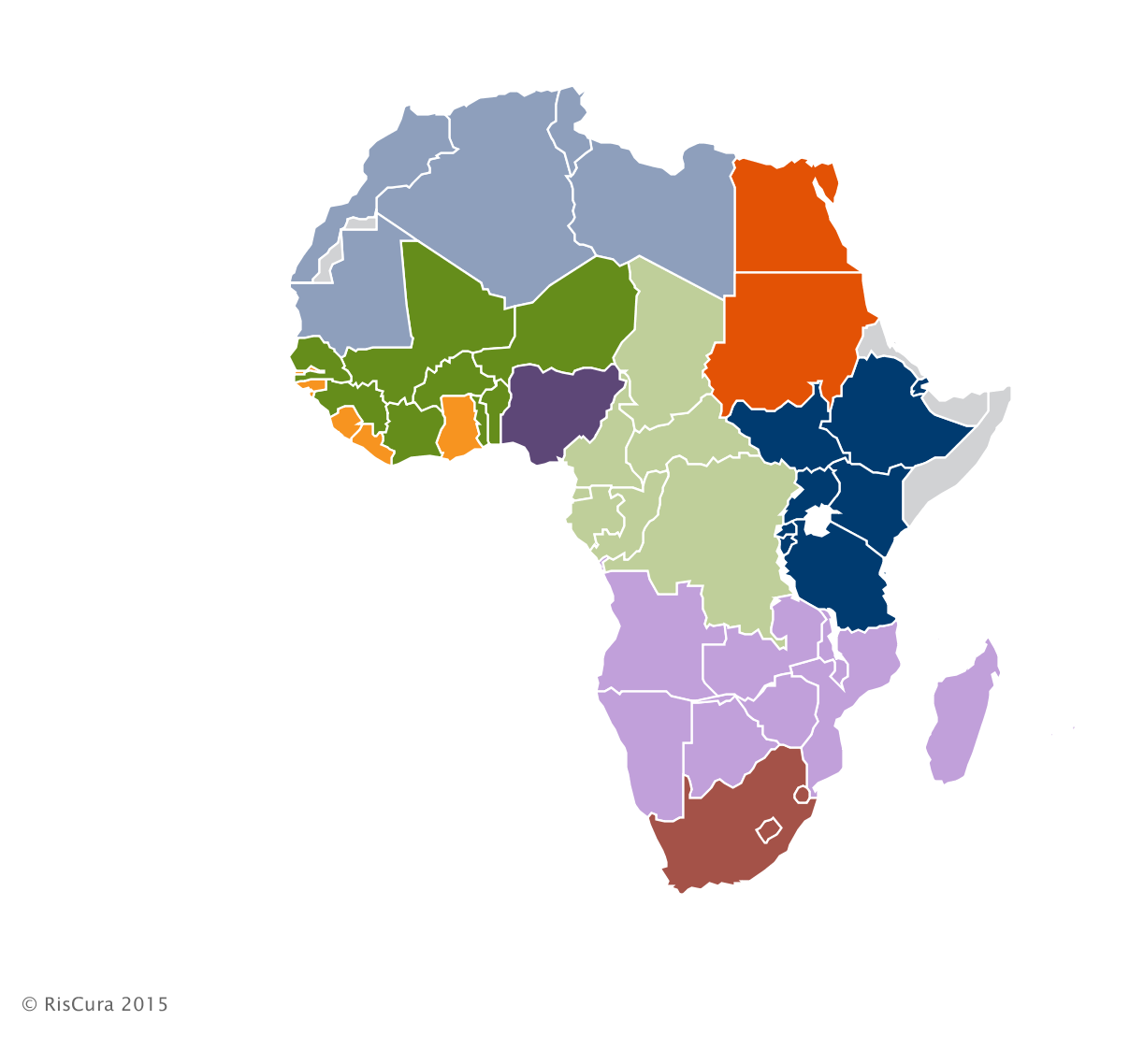
Definition med 3 plus 13 länder.
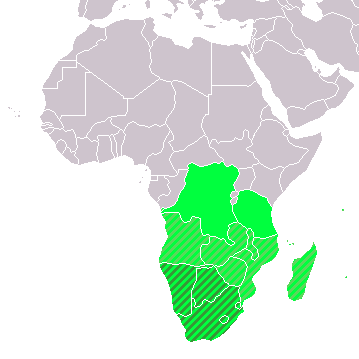
Definition med 5, 13 och 15 länder.
Definition med 10 länder.
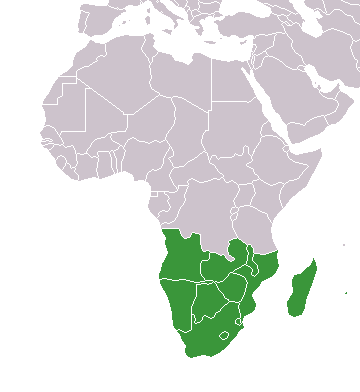
Definition med 13 länder.